# Digitalizare
Digitalizarea sau digitizarea este procesul de transformare a informațiilor într-un format digital, în care informația este organizată în biți. Rezultatul este reprezentarea unui obiect, imagine, sunet, document sau semnal prin generarea unei serii de numere care descriu un set discret de puncte sau probe.
În glosarul IT Gartner, digitalizarea este definită prin „utilizarea tehnologiilor digitale pentru a schimba un model de afaceri și pentru a oferi noi venituri și oportunități de producere a valorii; este procesul de a trece la o afacere digitală”.
În perspectiva modernă, digitalizarea înseamnă transformarea interacțiunilor, comunicațiilor, relațiilor, funcțiilor de business și a modelelor de afaceri în (mai multe) procese digitale, care adesea se reduc la o combinație de digital și fizic (cum ar fi serviciul pentru clienți - omnichannel, marketingul integrat sau industrializarea producției și operații manuale, serviciile electronice și așa mai departe).
Digitalizarea utilizează informații digitizate (sau obținute direct în format digital). Versiunile analogice / fizice, cum ar fi documente de hârtie, imagini, fotografii, sunete etc., trebuie convertite în format digital prin digitizare. Odată ce informațiile analogice au fost digitizate, ele pot fi integrate și folosite apoi în diverse aplicații software (cu premise bune pentru automatizări ulterioare).